# Crompton (Oldham)
Crompton – osada w Anglii, w hrabstwie Wielki Manchester, w dystrykcie metropolitalnym Oldham. W 2011 osada liczyła 10605 mieszkańców.